# Iglesia matriz de Nuestra Señora de la Concepción (Agaete)
El templo matriz de Nuestra Señora de la Concepción de Agaete, se encuentra asentada en el casco histórico del municipio grancanario de Agaete (Canarias, España).

## Historia
Con la penetración del elemento europeo al Gayerte aborigen, aún sin finalizar la conquista, surge como primera advocación histórica la dedicada a la Virgen de las Nieves, emplazada primeramente dentro del recinto amurallado de la Torre, aprovechando alguna de sus dependencias. Esta primera edificación es puramente de carácter defensivo, completamente al margen del culto religioso. La primera construcción cabalga paralelamente bajo los auspicios de Nuestra Señora de la Concepción.
La devoción por la Inmaculada Concepción alcanzó notable importancia a lo largo de la historia local de mediados del siglo XIX. Dicha iglesia contaba en su haber una cantidad ingente de propiedades, confiscadas por las desamortizaciones de Madoz y Mendizábal.
En la primera fase de ocupamiento del espacio, los colonizadores se asientan en la denominada Villa de Abajo, retirada del núcleo
aborigen emplazado en la otra delimitación. En torno a este agrupamiento se ubica la iglesia generadora del proceso ordenador del nuevo núcleo de población. Las primeras noticias sobre la fundación de la iglesia datan entre 1514 y 1515, en las sinodales del obispo Fernando Vázquez de Arce.
La primitiva iglesia era pequeña y aseada, y al no haber una población de relativa importancia como para tener cura fijo, se anexiona junto con la iglesia de Santa María de Guía al beneficio de la Ciudad de Gáldar. Esta anexión al beneficio de Gáldar duró hasta 1533, fecha en la que fue dividido en virtud de la real cédula de Carlos V, de fecha 5 de diciembre del mismo año. La división fue promovida por los ayuntamientos al rey en virtud de la incapacidad y desorden considerable que existían en las iglesias. Desde su erección como parroquia hasta mediar el siglo pasado se suceden idénticas descripciones. 
La construcción del actual templo data de 1875, fecha en la cual el obispo de Canarias señor Urquinaona puso la primera piedra. El artífice de su construcción fue Francisco de la Torre Sarmiento, quien se concertó con el párroco, el popular por entonces en la Villa Don Juan Valls y Roca, o como era conocido, el cura catalán ya que procedía de esta comunidad; y vecindario del municipio para construir el nuevo templo.

## Descripción
Se trata de una construcción de elevadas proporciones, con fachada principal al este, emplazada sobre un pódium nivelador del terreno. Su imafronte se encuadra dentro de una perfecta simetría organizada en esquemas igualitarios, con cierto aire historicista o eclecticismo en la utilización de sus elementos arquitectónicos. En ella se dan cita el típico frontón clásico, los óculos y ventanales ciegos, enmarcando dentro de su espacio arcos de medio punto divididos por un parteluz con óculos en las enjutas. Como soportes decorativos y separando la estructura de las naves, se emplazan dos pilastras de acanaladuras rematadas por capiteles con decoración de hojas de acanto. Su fachada se corresponde con un retablo al estar estructurada en tres calles y dos cuerpos rematados por dos volúmenes compuestos por el reloj y la torre campanario. 
Las tres calles indican un interior de tres naves, la central, más amplia, da cobijo en el cuerpo superior a las únicas ventanas de cristaleras destinadas a iluminar el coro, y en el inferior de maderas que dan luz a las dependencias de uso bautismal y lugar de acceso al coro y campanario. Todos los elementos se encuentran ejecutados en cantería roja, contrastando con lo blanco de los paramentos, dejando entrever en determinadas zonas el color rojo primitivo. En el marco estricto de la calle central aparece una "M" como elemento decorativo reiterativo en ventanas, apoyo y remate del reloj, evidenciando la consagración del templo a la Inmaculada Concepción, y en los laterales es la Cruz enmarcada dentro del espacio de los óculos. Vinculado a las ventanas del cuerpo superior y, como símbolo cristiano de la misión del templo, destacan unas alas en el inicio de la rosca del arco. Coronan el antepecho unos florones realizados en la misma cantería. El campanario está formado por una estructura de cuatro vanos coronados por una cúpula pequeña.
El interior, de planta rectangular, se cubre con bóvedas, la central a diferente altura, con arcadas sustentadas por columnas de capiteles redondos que se apoyan sobre bases cuadrangulares. En el transepto forman un haz de medias columnas, sosteniendo las pechinas que enlazan con el tambor de la cúpula. El piso es de cantería gris, situándose algunas de sus dependencias a diferente nivel. A ambos lados de la capilla mayor se sitúan dos ventanas para la asistencia al culto, como símbolo que denota preferencia. La parte trasera del edificio alberga las dependencias parroquiales para usos diversos.
Al exterior se alinean una serie de contrafuertes que contrarrestan el peso de la techumbre.

## Imaginería
Se ha desvirtuado su interior al despojársele de una serie de retablos que arropaban antiguamente la decoración del edificio. La capilla mayor cuenta con un retablo ecléctico.
Dentro del inventario artístico la iglesia matriz conserva una imagen de San José en madera, realizada en Barcelona en 1901; un San Antonio de Padua y un San Juan Bautista de proporciones reducidas y de evidente carácter popular.
Para sustituir la imagen de la Virgen de los Dolores, obra de José Luján Pérez, que fue pasto de las llamas, fue donada por la familia de Armas una Dolorosa de vestir, y un Nazareno obra del escultor agaetense José de Armas.

## Efemérides
- El 12 de octubre de 2019, la imagen de la Virgen del Pino (Patrona de Gran Canaria) se hospedó en este templo dentro de su peregrinación a los municipios afectados por el incendio de Gran Canaria de 2019.[2]